# Andreas Mogensen
Andreas Enevold Mogensen (ur. 2 listopada 1976) – duński astronauta, inżynier. Pierwszy Duńczyk, który odbył lot kosmiczny. 
Odznaczony Medalem Królewskim Nagrody 1. Stopnia z Koroną i Inskrypcją (19 września 2015).
Stowarzyszenie Uczestników Lotów Kosmicznych (Association of Space Explorers) przyznało mu Universal Astronaut Insignia za lot orbitalny (nr 541).